# Pseudopontia
Pseudopontia is een geslacht in de orde van de Lepidoptera (vlinders) familie van de Pieridae (Witjes).
Pseudopontia werd in 1870 beschreven door Plötz.

## Soort
Pseudopontia omvat de volgende soort:
- Pseudopontia paradoxa - (Felder, R, 1869)